# Getal van Damköhler
Het getal van Damköhler (Da) is een dimensieloos getal. Het stelt de verhouding van de verblijftijd in een reactor op de karakteristieke tijd voor de chemische reactie voor.
Het Damköhlergetal voor een batchreactor: 
{\displaystyle Da={\frac {t}{\frac {1}{k\cdot C_{0}^{\ n-1}}}}=k\cdot t\cdot C_{0}^{\ n-1}}
Het Damköhlergetal voor een propstroomreactor:
{\displaystyle Da={\frac {\tau }{\frac {1}{k\cdot C_{0}^{\ n-1}}}}=k\cdot \tau \cdot C_{0}^{\ n-1}}
met 
- {\displaystyle k=} reactiesnelheidsconstante
- {\displaystyle C_{0}=} initiële concentratie
- {\displaystyle n=} reactieorde
- {\displaystyle t} of {\displaystyle \tau =} verblijftijd

Als {\displaystyle Da\ll 1}: de tijd die het systeem gekregen heeft in de reactor is veel kleiner dan de tijd die het systeem nodig heeft voor de reactie. Bijgevolg zal de conversie heel klein zijn.
Als {\displaystyle Da\gg 1}: het systeem heeft meer dan genoeg tijd gekregen, meer dan nodig is voor de reactie. Bijgevolg zal de conversie heel groot zijn.
Voor {\displaystyle n=1} is {\displaystyle Da} enkel afhankelijk van {\displaystyle k\cdot t} of {\displaystyle k\cdot \tau } en niet van {\displaystyle C_{0}}.
Archimedes ·
Atwood ·
Bagnold ·
Bejan ·
Biot ·
Bond ·
Brinkman ·
capillair getal ·
Cauchy ·
Damköhler ·
Darcy ·
Dean ·
Deborah ·
Eckert ·
Ekman ·
Eötvös ·
Euler ·
Froude ·
Galilei ·
Graetz ·
Grashof ·
Görtler ·
Hagen ·
Iribarren ·
Keulegan-Carpenter ·
Knudsen ·
Laplace ·
Lewis ·
Mach ·
Marangoni ·
Morton ·
Nusselt ·
Ohnesorge ·
Péclet ·
Prandtl ·
Rayleigh ·
Reynolds ·
Richardson ·
Roshko ·
Rossby ·
Rouse ·
Schmidt ·
Sherwood ·
Shields ·
Stanton ·
Stokes ·
Strouhal ·
Stuart ·
Suratman ·
Taylor ·
Ursell ·
Weber ·
Weissenberg ·
Womersley